# 勒卡斯泰莱
勒卡斯泰莱（法語：Le Castellet）是法国上普罗旺斯阿尔卑斯省的一个市镇，属于迪尼莱班区（Digne-les-Bains）莱斯梅埃县（Les Mées）。该市镇2009年时的人口为293人。

## 人口
勒卡斯泰莱人口变化图示
| 数据来源：INSEE |